# Сан Ђимињано
Сан Ђимињано (итал. San Gimignano) средњовековни је градић у средишњој Италији. Припада провинцији Сијена у оквиру италијанске покрајине Тоскана.
Сан Ђимињано познат је као "град са лепим кулама" које су добро очуване, па је цео историјски центар од 1990. године заштићен као културна баштина од стране Унеска. Породице које су владале градом кроз векове су подигле 72 куле али је само 14 кула преживело захваљујући којима је градић успео да сачува своју средњовековну атмосферу и изглед. Место је такође познато по производњи белог вина под називом Верначија ди Сан Ђимињано. Сорта Верначија се узгаја по околним падинама и поседује заштићено географско порекло.

## Историја
У трећем веку пре нове ере, мало етрурско село се налазило на месту Сан Ђимињана. Хроничари Лупи, Копи и Пекори су забележили да су током Катиланове завере да насилно сруши Римску Републику у првом веку н.е., два брата, Муцио и Силвио, побегли из Рима ка Валделси и саградили два замка под називима Мућио и Силвиа (данашњи Сан Ђимињано). Име Силвиа је промењено у Сан Ђимињано током 450. године н.е. након што је Светац Модене, епископ Ђимињано спречио разарање града од хорди Хуна које је предводио Атила. Као резултат, црква додељује "Свети" у називу места а током шестог и седмог века око замка ниче село са зидинама, које је називано замак Сан Ђимињано или замак у шуми због шуме која га је окруживала. Од 929. године градом су владали епископи Волтере.
У средњем веку, у доба ренесансе, град је био на зауставно место ходочасника католичке цркве који су путовали ка Риму и базилици Светог Петра, па путу који се називао "Франачки пут" (Via Francigena). Град се временом развијао трговином пољопривредних производа са околним местима, пре свега шафраном, који су користио и за кување и за фарбање одеће, и Верначи винима.
Током 1199. године, град је стекао независност од епископа из Волтере и успоставио средњовековну комуну са црквама и зградама од јавног значаја. Међутим, у наредна два века је у неколико наврата нарушаван мир у граду због конфликта између Гвелфи и Гибелини фракција. Једни су подржавали папу а други су били на страни Светог римског царства. Немири су били главни узрок да породице унутар градских зидина изграде веће куле и тиме повећају своју безбедност. На крају средњег века је Сан Ђимињано бројао 72 торња у којима су живеле све имућније породице. Поједини торњеви су ишли и до 70 m у висину. Висина торња је обично зависила од богатства породице која га је градила и у њему живела. На крају је ривалство окончано од стране градског већа тиме што је забрањено да се зидају више куле од оне која се налази на градској већници.
Иако је званични заштитник града Свети Ђимињано, град такође слави и Свету Фину, знану и као Серафину, која је 1238. године рођена у Сан Ђимињану и њен празник се обележава дванаестог марта. Капела Свете Фине у цркви Колегијата место је где се налазе њене мошти и фреске које је насликао Гирландајо. Док се кућа, која се сматра њеном родном кућом и даље налази у граду.
Данте Алигијери је осмог маја 1300. године угошћен као амбасадор Гвелфи Лиге у Тоскани.
Град је имао процват до 1348. године када га је захватила Црна смрт, пандемија која је харала читавом Европом. Због ње се број становника преполовио. Затим је град ушао под окриље Фиренце. У почетку су неке готске палате грађене у фирентинском стилу, а многи од торњева су скраћени на висину нормалних кућа. Тиме је заустављен даљи развој града и захваљујући томе, Сан Ђимињано је сачувао свој средњовековни амбијент. Данас има туристички и уметнички статус.

## Природне одлике
Град је смештен у средишњем делу Италије, 56 km јужно од Фиренце, седишта покрајине. Налази у типично тосканском пределу брда и брегова, данас заштићеном као културно добро (тзв. „културни пејзаж“). Око града се по околним падинама протежу виногради.
Налази се на гребену брда са својим главним правцем распростирања север/југ. Окружен је зидинама са три стране, а на највишој тачки која је на западу, налазе се рушевинама тврђаве расформиране у 16. веку. Постоји осам улаза у град који су смештени у унутрашњем зиду који датира из дванаестог и тринаестог века. Главне капије су: капија светог Јована (Porta San Giovanni) на југу, капија светог Матије (Porta San Matteo) на северозападу и капија светог Јакова(San Jacopo) на североистоку. Главне улице у граду су: улица св. Матеје (Via San Matteo) и улица св. Јована (Via San Giovanni) које пресецају град од севера до југа.

## Архитектура
У граду се налази неколико лепих примера романтичке и готичке архитектуре. Поред цркви и утврђења, постоје и примери романтичке секуларне архитектуре и локалне архитектуре које се међусобно могу разликовати по облим и оштрим луковима.

### Тргови

#### Piazza della Cisterna
Ово је главни градски трг на који се долази из улице Светог Јована. У облику је троугла и окружен је средњовековним кућама различитих доба, међу којима има лепих примера романтичких и готичких палата. На центру трга се налази бунар који је у прошлости био главни извор снабдевања водом. Структура датира из 1346. године. Иако је већина реновирана током XX века, неки делови поплочаног трга су из XIII века.

#### Piazza Duomo
Трг се налази северно од трга Ћистерна и са њим је повезан пасажем. На западном делу трга се налази црква Колегијата до које се долази широким степеницама. Име трга ће вас асоцирати на помисао да је црква некада била катедрала, али иако је то можда било планирано, није се остварило. Остале битне грађевине на тргу су општинска палата (Palazzo Comunale) и градска већница (Palazzo Podesta), седиште градоначелника. Градска већница се одликује великом лучном лођом.

### Куле
Док је у другим градовима, попут Фиренце, већина торњева срушена због ратова, природних катастрофа или мењања урбаних целина, Сан Ђимињано је успео да сачува 14 кула различитих величина и да захваљујући њима постане познат широм света. Списак је следећи:
- Campanile della Collegiata
- Torri degli Ardinghelli
- Torre dei Becci
- Torre Campatelli
- Torre Chigi, (1280)
- Torre dei Cugnanesi
- Torre del Diavolo
- Torre Ficherelli or Ficarelli
- Torre Grossa, (1311), 54 метра
- Torre di Palazzo Pellari
- Casa-torre Pesciolini
- Torre Pettini
- Torre Rognosa, 51 m
- Torri dei Salvucci

### Цркве
Две главне цркве су црква Колегијата и црква светог Ђимињана, осликане су делима раних италијанских ренесансих уметника.

### Јавне зграде
У општинској палати (Palazzo Comunale) је смештена градска галерија, са радовима Пинтуричја, Бенодза Кодзолија, Филипино Липија, Пјер Франческа Фјорентина и других. Из Дантеове сале може да се приступи "Maesta" фресци, делу Липа Мемија, али и "Torre del Podestà" или "Torre Grossa" који се уздише 54 m изнад земље и уживати у панорами града и околине.

## Становништво
Према резултатима пописа становништва 2011. у општини је живело 7.677 становника.
| 1931.  | 1936.  | 1951.  | 1961.  | 1971. | 1981. | 1991. | 2001. | 2011. |
| ------ | ------ | ------ | ------ | ----- | ----- | ----- | ----- | ----- |
| 10.926 | 11.270 | 11.297 | 10.039 | 7.673 | 7.371 | 6.956 | 7.114 | 7.677 |

Сан Ђимињано данас има преко 7.000 становника, махом Италијана. Током протеклих деценија у град се доселило много досељеника из иностранства.

### Братски градови
Сан Ђимињано је побратимљен са:
- Чешки Крумлов, Чешка
- Мерсбург, Немачка (од 2002)
- Mestia, Грузија[8]

## Галерија
- Torre Chigi
- Торњеви Сан Ђимињана
- Једна од улица
- Лозе на рушевинама
- Улица
- Црква
- Бастион Сан Франческо
- Salvucci куле
- Панорама Сан Ђимињано кула
- Поглед са Torre Grossa торња
- Piazza della Cisterna
- Стари део града са торњевима
- Трг у средишту Сан Ђимињана
- Главна градска црква
- Улица у аркадама